# Clay (Alabama)
Clay város az USA Alabama államában, Jefferson megyében. Lakosainak száma 10 291 fő (2020. április 1.).

## Népesség
A település népességének változása:
| Lakosok száma | 9708 | 9711 | 10 291 |
|               | 2010 | 2013 | 2020   |